# تكينتر
تكينتر (بالإنجليزية: Tkinter)‏ هو ارتباط بايثون بمجموعة أدوات واجهة المستخدم الرسومية Tk. وهي واجهة بايثون القياسية لمجموعة أدوات واجهة المستخدم الرسومية Tk،  وهي أيضاً واجهة المستخدم الرسومية القياسية الفعلية في بايثون. تكينتر مضمنة مع تثبيتات لينكس القياسية ومايكروسوفت ويندوز وماك أو إس إكس من بايثون.
يأتي اسم Tkinter من واجهة Tk . كُتب Tkinter من قبل فريدريك لوند.
تكينتر  هو برنامج مجاني يحمل ترخيص بايثون.

## تطبيق بسيط
باستخدام البرمجة الموجهة للكائنات في بايثون، سيكون هذا البرنامج البسيط (يتطلب Tcl الإصدار 8.6 ، والذي لا يستخدمه بايثون على نظام التشغيل ماك بشكل افتراضي):
```
#!/usr/bin/env python3

import
 
tkinter
 
as
 
tk

 

class
 
Application
(
tk
.
Frame
):

  
def
 
__init__
(
self
,
 
master
=
None
):

    
tk
.
Frame
.
__init__
(
self
,
 
master
)

    
self
.
grid
()
 

    
self
.
createWidgets
()

  
def
 
createWidgets
(
self
):

    
self
.
mondialLabel
 
=
 
tk
.
Label
(
self
,
 
text
=
'Hello World'
)

    
self
.
mondialLabel
.
config
(
bg
=
"#00ffff"
)

    
self
.
mondialLabel
.
grid
()

    
self
.
quitButton
 
=
 
tk
.
Button
(
self
,
 
text
=
'Quit'
,
 
command
=
self
.
quit
)

    
self
.
quitButton
.
grid
()

app
 
=
 
Application
()

app
.
master
.
title
(
'Sample application'
)

app
.
mainloop
()

```

## روابط خارجية
- TkInter، Python Wiki، مؤرشف من الأصل في 2023-03-05
- Lundh، Fredrik (1999)، An Introduction to Tkinter، مؤرشف من الأصل في 2023-05-28
- TkDocs : يتضمن معلومات محايدة اللغة و Python ومعلومات خاصة
- Ferg، Stephen، Thinking in Tkinter، مؤرشف من الأصل في 2023-07-09